# صبغة نباتية
الصبغة النباتية (الاسم العلمي Phytochrome)، صبغة توجد في سيتوبلازم النباتات الخضراء، وقد تتواجد
في شكلين: الأول، الشكل (pr): وهو خامل بيولوجيًا. والثاني، الشكل (pfr) وهو نشط بيولوجيًا. ويتحول النوع الثاني
على النوع الأول إذا تعرض لضوء طول موجته 730 نانومتر. وللصبغة النباتية علاقة بتوقيت كثير من العلميات النباتية
مثل: السكون، وتكون الأوراق، والإزهار، ولإثبات.